# Alone Together (Steven Universe)
Alone Together é o trigésimo sétimo episódio da primeira temporada da série de animação americana Steven Universe. Foi ao ar pela primeira vez em 15 de janeiro de 2015 no Cartoon Network. O episódio foi escrito e encenado (storyboard) por Hilary Florido, Katie Mitroff e a criadora da série Rebecca Sugar.
No episódio, Steven, frustrado já que não consegue se fundir como as outras Crystal Gems, inesperadamente se funde com sua melhor amiga Connie, marcando a primeira aparição de sua fusão, Stevonnie.

## Enredo
Quando o episódio começa, as Crystal Gems estão tentando ensinar Steven a dançar, esperando que ele desenvolva o poder da fusão - a habilidade das Gemas de fundir suas mentes e corpos para formar indivíduos mais poderosos. Steven tem dificuldade em dominar os passos de dança, e Pérola não tem certeza se a fusão é possível para ele, embora Ametista e Garnet tenham mais confiança.
Mais tarde, Steven discute suas dificuldades com Connie. Ela diz a ele que o admira por tentar, dizendo que geralmente fica nervosa demais para dançar na frente de outras pessoas. Steven a convida para dançar com ele na praia. Enquanto dançam, a gem de Steven começa a brilhar, e ele e Connie se fundem inadvertidamente em um único indivíduo - uma adolescente alta, andrógina e bonita.
Eles mostram às Crystal Gems sua forma fundida - apelidada de "Stevonnie" por Ametista. Pérola é perturbada pela fusão sem precedentes de uma Gem com um humano, mas Garnet fica emocionada e aconselha Stevonnie a "ir se divertir!"
Stevonnie revela as capacidades de seu corpo fundido, correndo e mergulhando na praia. Quando eles param para um lanche no Big Rosquinha, os funcionários Lars e Sadie ficam nervosos e maravilhados com a beleza de Stevonnie. Steven e Connie, através da voz de Stevonnie, checam para garantir que estão confortáveis em permanecerem com a fusão. O amigo de Steven, Creme Azedo conhece Stevonnie e os convida para uma rave que ele vai tocar mais tarde naquela noite.
Na rave, os movimentos graciosos e atléticos de Stevonnie na pista de dança atraem a atenção e a admiração de todos. Stevonnie, sentindo-se ansiosa por ser o centro das atenções e a única pessoa a dançar, começa a experimentar um ataque de pânico, visualizando sua ansiedade como uma bola de discoteca se fechando ao redor deles. Eles são interrompidos por Kevin (Andrew Kishino), um adolescente arrogante que quer que Stevonnie dance com ele. Stevonnie foge da pista de dança, sentindo-se isolada.
Kevin a segue, invadindo o espaço pessoal de Stevonnie e se recusando a aceitar um não como resposta. Eventualmente, revoltados, Steven e Connie concordam em dançar com ele. Os movimentos de dança violentos e raivosos de Stevonnie confundem e desconcertam Kevin, e logo Stevonnie desmorona e se desfaz. Kevin entra em pânico e sai. Steven e Connie riem com nervosismo e Creme Azedo os agita com glow sticks enquanto eles correm pela pista de dança.

## Elenco
- Zach Callison como Steven Universe
- Grace Rolek como Connie Maheswaran
- AJ Michalka como Stevonnie
- Michaela Dietz como Ametista
- Estelle como Garnet
- Deedee Magno Hall como Pérola
- Matthew Moy como Lars Barriga
- Kate Micucci como Sadie Miller
- Brian Posehn como Creme Azedo
- Andrew Kishino como Kevin
- Jenny (cameo sem falas)
- Buck Dewey (cameo sem falas)
- Ronaldo Fryman (cameo sem falas)

## Produção
"Alone Together" foi escrito por Hilary Florido, Katie Mitroff e Rebecca Sugar. Um dos objetivos de Rebecca Sugar ao escrever o episódio foi criar uma metáfora ilustrando a importância do consentimento nos relacionamentos. A função do personagem de Kevin é demonstrar ao público como é desconfortável não ter a falta de consentimento de alguém respeitada. 
O episódio foi dirigido pelo diretor supervisor Ian Jones-Quartey, pelos diretores de animação Ki-Yong Bae e Sue-Hong Kim, e pela diretora de arte Elle Michalka. De acordo com Elle Michalka, na maioria dos episódios de Steven Universe, a cidade natal de Steven é desenhada em um estilo mais realista do que outros locais; no entanto, em "Alone Together", um efeito bokeh é introduzido para emular o estilo de mangá shōjo e fazer com que Beach City pareça simultaneamente mágica, cafona e familiar. 

## Transmissão e recepção
O episódio teve sua estreia na televisão no Cartoon Network em 15 de janeiro de 2015. Sua transmissão inicial americana foi vista por aproximadamente 1,67 milhões de telespectadores. 
Vários comentaristas elogiaram o retrato do episódio sobre a importância do consentimento. Por exemplo, Greta Christina, escrevendo para o AlterNet, elogia como a narrativa retrata Steven e Connie checando a disposição um do outro para continuar a fusão.  Carli Velocci, no Polígono, observa que o episódio demonstra que uma narrativa sobre a importância do consentimento não precisa incluir conteúdo sexual, destacando tanto Steven e a relação de Connie como um modelo positivo de consentimento e Kevin como retratar a natureza ameaçadora de comportamento coercivo. 